# Protracheoniscus longistylus
Protracheoniscus longistylus is een pissebed uit de familie Trachelipodidae. De wetenschappelijke naam van de soort is voor het eerst geldig gepubliceerd in 1939 door Alceste Arcangeli.